# Juan Carlos Chandro
Juan Carlos Chandro Ramírez (Ausejo, La Rioja, 29 de septiembre de 1963) es un escritor de cuentos infantiles español.

## Biografía
Juan Carlos nació en Ausejo, en una familia de agricultores que se dedicaban al cultivo del champiñón. Se siente orgulloso de sus orígenes y considera que ser agricultor es una de las mejores cosas que se pueden ser en la vida
Estudió Magisterio en Logroño y Filología Hispánica en Zaragoza.
Tras finalizar sus estudios trabajó como profesor de Lengua Española, abandonando este trabajo para comenzar a colaborar en varios medios de comunicación como guionista de humor gráfico, formando pareja con el dibujante Guillermo Ferreira. En octubre del 2001 se imprimió un chiste suyo en un billete de la ONCE.
Comenzó en el mundo de la literatura infantil al trasladarse a Madrid, donde trabajó en Bayard Revistas como redactor de las Revistas infantiles Leoleo, Caracola y Popi.
Su primer libro fue Paquito y Paquete en 1999, que ilustró Guillermo Ferreira.
En el año 2001, Un sueño redondo con ilustraciones de Gonzalo Izquierdo, recibió el premio de literatura infantil Tombatossals convocado por el Ayuntamiento de Castellón.
Durante el año 2005, el Gobierno de la Rioja regaló su libro Te quiero un montón a todos los niños que nacieron en La Rioja.
Dos de sus libros, Tú eres mi héroe y El huevo más famoso de la ciudad han sido traducidos al coreano. Otros de sus libros han sido traducidos al catalán como Quin munt de mitjans de transport!, Que curiosos son els sports!, Un somni rodó, El planeta Piruleta,L'avi està enamorat ... (i jo també) y adaptados al colombiano como Rosa está hecha un lío, Rosa contra los guarrocacas y Una niñera de cuidado. Asimismo, varias de sus obras han sido adaptadas al teatro por la Escuela de Teatro Dinámica Teatral.
En la actualidad, Juan Carlos Chandro Ramírez vive en La Rioja y compagina su trabajo de traductor y escritor de libros infantiles con la de redactor de páginas web.
Siente pasión por las palabras y las buenas historias. Su historia favorita es La isla del tesoro.

## Estilo
Sus libros nacen del conocimiento del comportamiento de los niños. Los observa, habla con ellos, habla con sus madres. Es consciente de que un libro para "prelectores" será leído por sus padres, y para propiciar una lectura activa, incluye onomatopeyas y canciones. En los libros para niños que comienzan a leer, busca un objetivo: que el niño disfrute mientras lee sin tener que hacer un gran esfuerzo. Para los niños de más de ocho años el estilo cambia totalmente, incluyendo humor para criticar lo que a los niños les molesta.

## Obra literaria

### Cuentos infantiles

#### Prelectores
- Te quiero un montón Ed. Bruño (2003). Ilustrador María Luisa Torcida
- Los besos mágicos Ed. Alfaguara (2003). Ilustrador Mikel Valverde
- Runrún Cataplum Ed. SM (2004). Ilustrador Roser Rius
- Las canciones mágicas Ed. Alfaguara (2005). Ilustrador Mikel Valverde
- Samuel casi no tiene miedo Ed. Bruño (2017). Ilustradora: María Luisa Torcida

#### Primeros lectores
- Paquito y Paquete Ed. Everest (1999). Ilustrador Guillermo Ferreira
- El huevo más famoso de la ciudad Ed. SM (2002). Ilustrador Guillermo Ferreira
- Una niñera de cuidado Ed. Pearson/Alhambra (2003). Ilustrador Gonzalo Izquierdo
- Tú eres mi héroe Ed. SM (2009). Ilustrador Gonzalo Izquierdo
- ¡Qué curiosos son los deportes! Ed. SM (2011).  Ilustrador Mar Ferrero
- ¡Cuántos medios de transporte! Ed. SM (2012).  Ilustrador Ángel Trigo

#### A partir de 7 años
- Un sueño redondo Ed. Tándem (2001). Ilustrador Gonzalo Izquierdo
- Maripuzzle la destrozona Ed. Palabra (2001). Ilustrador Guillermo Ferreira
- Rosa está hecha un lío Ed. Pearson/Alhambra (2002). Ilustrador Guillermo Ferreira
- El cumpleaños de Rosa (y de Victoria) Ed. Pearson/Alhambra (2004). Ilustrador Guillermo Ferreira
- Rosa contra los guarrocacas Ed. Pearson/Alhambra (2006). Ilustrador Guillermo Ferreira
- El Planeta Piruleta Ed. Bayard (2010). Ilustrador Albertoyos
- Los recuerdos olvidados Ed. Letras Riojanas (2010). Ilustrador Gonzalo Izquierdo[9]
- Pásatelo miedo (libro de pasatiempos) Ed. SM (2010).
- Los amigos de los niños Ed. Hospital Imaginario (2011). Ilustrador Elena Benito
- Maxi quiere ser pirata (libro de pasatiempos) Ed. SM (2011).
- El abuelo está enamorado... (y yo también) Ed. Bayard (2012). Ilustrador Mar Ferrero
- ¡Graaacias, abuela! Ed. Bayard (2014). En colaboración con Isabel García Olasolo. Ilustrador: Mar Ferrero

### Libros para adultos
- Nacimos en 1939 Ed. Bayard (2013)
- Nacimos en 1948 Ed. Bayard (2013)
- El libro de nuestra amistad. Ed. Bayard (2018)
- ¡Gracias, profe! Ed. Bayard (2019)
- ¡Gracias, mamá! Ed. Bayard (2019)
- ¡Ánimo! Ed. Bayard (2019)
- ¡Gracias por existir! Ed. Bayard (2020)
- ¡Gracias, amor! Ed. Bayard (2020)
- ¡Gracias, compi! Ed. Bayard (2021)
- ¡Gracias, abuelo! Ed. Bayard (2021)
- ¡Gracias, abuela! Ed. Bayard (2021)
- ¡Gracias, herman@! Ed. Bayard (2021)
- ¡Gracias, hij@! Ed. Bayard (2021)

## Premios
- 2000: Premio de Literatura Infantil Ilustrada Tombatossals por Un sueño redondo.
- 2017: Primer premio del X Concurso de cuentos infantiles Félix Pardo por La noche que Puma Veloz salvó a Tejón Valiente de las garras de Nariz Peluda.
- 2018: Premio del Libro Ateneo Riojano en la categoría Infantil Juvenil por Samuel casi no tiene miedo.